# ISO/CEI 27001
 (décembre 2018).
- Si vous ne connaissez pas le sujet, laissez ce bandeau (vous pouvez alors contacter les auteurs).
- Si vous supprimez le contenu mis en cause (vous pouvez préalablement contacter les auteurs),

argumentez précisément cette suppression dans la page de discussion
(un manque de référence n'est pas un argument ; une recherche réelle de référence doit avoir été effectuée, être formellement documentée).
L'ISO/CEI 27001 est une norme internationale de sécurité des systèmes d'information de l'ISO et la CEI. Publiée en octobre 2005 et révisée en 2013 puis en 2022, son titre est "Sécurité de l'information, cybersécurité et protection de la vie privée — Systèmes de management de la sécurité de l'information — Exigences". Elle fait partie de la suite ISO/CEI 27000 et permet de certifier des organisations.

## Objectifs
La norme ISO/CEI 27001, publiée en octobre 2005 et révisée en 2013 et 2022, succède à la norme BS 7799-2 de BSI (British Standards Institution). Elle s’adresse à tous les types d’organismes (entreprises commerciales, ONG, administrations…) et définit les exigences pour la mise en place d'un système de management de la sécurité de l'information (SMSI). Le SMSI recense les mesures de sécurité, dans un périmètre défini, afin de garantir la protection des actifs de l'organisme. L’objectif est de protéger les fonctions et informations de toute perte, vol ou altération, et les systèmes informatiques de toute intrusion et sinistre informatique. Cela apportera la confiance des parties prenantes.
La norme précise que les exigences en matière de mesures de sécurité doivent être adéquates et proportionnées aux risques encourus donc n'être ni trop laxistes ni trop sévères.
L'ISO/CEI 27001 énumère un ensemble de points de contrôles à respecter pour s'assurer de la pertinence du SMSI, permettre de l'exploiter et de le faire évoluer. Plus précisément, l'annexe A de la norme (dans sa version 2022) est composée des 93 mesures de sécurité de la norme ISO/CEI 27002 (anciennement ISO/CEI 17799), classées dans 4 sections (37 mesures organisationnelles, 8 humaines, 14 physiques, 34 technologiques).
Comme pour les normes ISO 9001 et ISO 14001, il est possible de faire certifier un organisme ISO/CEI 27001.
Des points ont disparu par rapport à la norme BS 7799-2 : l’ISO 27001 n’incorpore plus l’amélioration de la compétitivité, des cash flow, de la profitabilité, le respect de la réglementation et l’image de marque.

## La structure de la norme
Dans sa version 2013, la norme est conforme à la nouvelle structure commune des normes de management de l'ISO, l'HLS . Elle ne fait plus explicitement allusion au PDCA ou roue de Deming mais utilise à la place la formulation « établir, implémenter, maintenir, améliorer ».
La norme 27001 comporte 10 chapitres et une annexe ; les exigences qu'ils contiennent doivent être respectées pour obtenir une certification.

### Phase d'établissement (Plan)
On y détermine les objectifs du SMSI. Cette phase d'établissement du SMSI comprend 4 étapes :

#### Étape 1: Définir la politique et le périmètre du SMSI
Périmètre : domaine d’application du SMSI. Son choix est libre, mais il est essentiel, car il figure ensuite le périmètre de certification. Il doit comprendre tous les actifs métiers (actifs primordiaux au sens de la norme ISO/CEI 27005) et les actifs support à ces activités qui sont impliquées dans le SMSI.
Politique : niveau de sécurité (intégrité, confidentialité, disponibilité de l’information) qui sera pratiqué au sein de l’entreprise. La norme n’impose pas de niveau minimum de sécurité à atteindre dans le SMSI. Son niveau devant être proportionné aux risques évalués.
Le choix du périmètre et de la politique étant libre, ces deux éléments sont des « leviers de souveraineté » pour l’entreprise. Ainsi, une entreprise peut être certifiée ISO 27001 tout en définissant un périmètre très réduit et une politique de sécurité peu stricte et sans répondre aux exigences de ses clients en matière de sécurité.

#### Étape 2: Identifier et évaluer les risques liés à la sécurité et élaborer la politique de sécurité
La norme ISO 27001 ne donne pas de directives sur la méthode d’appréciation des risques à adopter. Les entreprises peuvent donc en inventer une en veillant à bien respecter le cahier des charges ou en choisir une parmi les plus courantes notamment la méthode EBIOS (Expression des Besoins et Identification des Objectifs de Sécurité) mise en place en France par l'ANSSI (Agence Nationale de la Sécurité des Systèmes d’Information).
Le cahier des charges relatif à l’appréciation des risques se développe en 7 points :
1. Identifier les actifs;
2. Identifier les personnes responsables;
3. Identifier les vulnérabilités;
4. Identifier les menaces;
5. Identifier leurs impacts sur les actifs à défendre;
6. Évaluer la vraisemblance ou potentialité du risque;
7. Estimer les niveaux de risque, fonction de leur potentialité et de leur impact.

#### Étape 3: Traiter le risque et identifier le risque résiduel par un plan de gestion
Il existe quatre traitements possibles de chacun des risques identifiés, présentés par ordre décroissant d'intérêt pour l'organisme :
1. L’évitement : politique mise en place si l’incident est jugé inacceptable ou si les mesures sont aisément accessibles. Il s'agit de réorganiser le système d'information à protéger de façon à éliminer totalement la potentialité du risque.
2. La réduction : on ramène la potentialité et/ou l'impact du risque à un niveau acceptable par la mise en œuvre de mesures techniques et organisationnelles. C'est la solution la plus utilisée.
3. Le transfert (ou partage) : la part de risque qui ne peut pas être évitée ou réduite est dénommée risque résiduel. L'organisme peut transférer la responsabilité technique de tout ou partie de ce risque résiduel en recourant à une solution d'externalisation de sécurité. Il peut aussi souscrire une assurance pour diminuer l'impact financier du risque.
4. L’acceptation (ou maintien) : ne mettre en place aucune mesure de sécurité supplémentaire car les conséquences du risque résiduel non transférable sont acceptables. Par exemple, le vol d’un ordinateur portable ne comportant pas de données primordiales pour l’entreprise est sans grand impact. Cette solution peut n'être que ponctuelle.

Lorsque la décision de traitement du risque est prise, l’entreprise doit identifier les risques résiduels c’est-à-dire ceux qui persistent après la mise en place des mesures de sécurité. S'ils sont jugés inacceptables, il faut définir des mesures de sécurité supplémentaires. Cette phase d'acceptation formelle des risques résiduels s'inscrit souvent dans un processus d'homologation. Le système étant homologué en tenant compte de ces risques résiduels.

#### Étape 4: Choisir les mesures de sécurité à mettre en place
La norme ISO 27001 contient une annexe A qui propose 93 mesures de sécurité classées en 4 catégories (mesures organisationnelles, humaines, physiques, technologiques) Cette annexe normative, n'est qu’une liste qui ne donne aucun conseil de mise en œuvre au sein de l’entreprise. Les mesures sont présentées dans la norme ISO 27002.

### Phase d'implémentation (Do)
Met en place les objectifs. Elle comporte plusieurs étapes :
1. Établir un plan de traitement des risques
2. Déployer les mesures de sécurité
3. Générer des indicateurs
  - De performance pour savoir si les mesures de sécurité sont efficaces
  - De conformité qui permettent de savoir si le SMSI est conforme à ses spécifications
4. Former et sensibiliser le personnel

### Phase de maintien (Check)
Consiste à gérer le SMSI au quotidien et à détecter les incidents en permanence pour y réagir rapidement. Trois outils peuvent être mis en place pour détecter ces incidents :
1. Le contrôle interne qui consiste à s’assurer en permanence que les processus fonctionnent normalement.
2. Les audits internes qui vérifient la conformité et l’efficacité du système de management. Ces audits sont ponctuels et planifiés.
3. Les revues (ou réexamens) qui garantissent périodiquement l’adéquation du SMSI avec son environnement.

### Phase d'amélioration (Act)
Mettre en place des actions correctives, préventives ou d’amélioration pour les incidents et écarts constatés lors de la phase Check
- Actions correctives : agir sur les effets pour corriger les écarts puis sur les causes pour éviter que les incidents ne se reproduisent
- Actions préventives : agir sur les causes avant que l’incident ne se produise
- Actions d’amélioration : améliorer la performance d’un processus du SMSI.

## Processus de certification
La certification ISO/CEI 27001 se déroule sur un cycle de trois ans jalonné par l’audit initial, les audits de surveillance et l’audit de renouvellement.
L’audit initial porte sur l’ensemble du SMSI. Sa durée est déterminée dans l’annexe C de la norme ISO/CEI 27006. L’auditeur ne donne pas la certification, il donne juste un avis qui sera étudié par un comité de validation technique, puis par un comité de certification. Ce n’est qu’après cela que le certificat initial est délivré pour une durée de trois ans. Dans le cas contraire, il y a un audit complémentaire dans le délai maximum de trois mois. L’organisme devra, durant ce délai, corriger les problèmes décelés lors de l’audit initial pour obtenir le certificat.
L’audit de surveillance, annuel, a lieu pendant la période de validité du certificat (3 ans) afin de s’assurer que le SMSI est toujours valable. L’audit porte notamment sur les écarts ou non-conformités relevés lors de l’audit initial ainsi que sur d’autres points :
- le traitement des plaintes ;
- l’état d’avancement des activités planifiées ;
- la viabilité du SMSI ;
- l’utilisation de la marque de l’organisation certificatrice ;
- différentes clauses choisies par l’auditeur.

Si l’auditeur relève des non-conformités, le certificat sera suspendu, voire annulé. L’organisme doit donc être perpétuellement mobilisé.
L’audit de renouvellement se déroule à l’échéance du certificat. Il porte sur les non-conformités du dernier audit de surveillance ainsi que sur la revue des rapports des audits de surveillance précédents et la revue des performances du SMSI sur la période.

## Critique du standard

### Avantages
- Une description pratique et détaillée de la mise en œuvre des objectifs et mesures de sécurité.
- Un audit régulier qui permet le suivi entre les risques initialement identifiés, les mesures prises et les risques nouveaux ou mis à jour, afin de mesurer l’efficacité des mesures prises.
- Sécurité :

1. Processus d'amélioration continue de la sécurité, donc le niveau de sécurité a plutôt tendance à croître.
2. Meilleure maîtrise des risques
3. Diminution de l'usage des mesures de sécurité qui ne servent pas.

- Une certification qui améliore la confiance avec les parties prenantes.
- Homogénéisation : c’est un référentiel international. Cela facilite les échanges, surtout pour les entreprises qui possèdent plusieurs sites.
- Processus simple et peu coûteux : réduction des coûts grâce à la diminution d'usage de mesures de sécurité inutiles et à la mutualisation des audits (baisse du nombre et de la durée des audits quand on obtient la certification).
- La norme fournit des indicateurs clairs et fiables ainsi que des éléments de pilotage financier aux directions générales.
- La norme permet d'identifier plus efficacement les risques et les coûts associés.

### Limites
- Parfois, faible expérience des organismes d'accréditation par rapport aux spécificités des enjeux en sécurité des systèmes d'information. La norme ISO/CEI 27006 permet de certifier ces organismes certificateurs.
- Relations commerciales prépondérantes (achat de certification, de conseil, de produits, de services), ce qui conduit à une dévalorisation du processus de certification.
- Durée courte pour les audits.
- La définition et la mise en place d'une méthodologie sont des tâches lourdes.
- L'application de cette norme ne réduit pas forcément de manière notable le risque en matière de piratage et de vols d'informations confidentielles. Les intervenants, notamment internes, connaissent les règles et peuvent ainsi plus aisément les contourner. Les normes sont inopérantes dans ce domaine.